# Anatrophon
Anatrophon is een geslacht van weekdieren uit de klasse van de Gastropoda (slakken).

## Soort
- Anatrophon sarmentosus (Hedley & May, 1908)